# Île Richard-Foy
L'île Richard-Foy est une île française de l'archipel des Kerguelen située  au large de la Grande Terre, au fond de la baie des Swains au nord-est de l'île Léon Lefèvre, nommée en l'honneur de Frédéric Richard-Foy, contre-amiral, commandant les forces navales, commandeur de la Légion d'honneur (né 1849 à Toulon). Richard-Foy voyagea dans les mers australes comme commandant de l'aviso la Meurthe envoyé en 1887 au secours des naufragés du Tamaris. Sous le pseudonyme Marc de Chandplaix, Frédéric Richard-Foy a écrit plusieurs romans dont Le Fond d'un cœur, couronné par l'Académie et directement inspiré de sa mission subantarctique. C'est un certain A. Bauer, glaciologue, qui l'appelle ainsi en 1967, notamment parce que le fils du contre-amiral Richard-Foy est son camarade de promotion.